# كنيسة مستقلة
الكنيسة المستقلة أو الاستقلال الذاتي للكنيسة (من اليونانية  αὐτοκεφαλία (autokephalia) 'self-headed') هي حالة الكنيسة المسيحية الهرمية التي لا يقدم رئيس أساقفتها تقاريره إلى أي أسقف أعلى رتبة. ويستخدم هذا المصطلح في المقام الأول في الكنائس الأرثوذكسية الشرقية والكنائس الأرثوذكسية الشرقية. وقد تمت مقارنة الوضع مع وضع الكنائس (المقاطعات) داخل الطائفة الأنجليكانية.

## نظرة عامة على الاستقلال الذاتي
في القرون الأولى من تاريخ الكنيسة المسيحية، تم إعلان الوضع المستقل للكنيسة المحلية من خلال قوانين المجامع المسكونية. هناك تطورت الخماسية، أي نموذج التنظيم الكنسي حيث كانت الكنيسة العالمية تحكمها رؤساء (بطاركة) الكنائس الأسقفية الخمس الكبرى في الإمبراطورية الرومانية : روما، والقسطنطينية، والإسكندرية، وأنطاكية، والقدس. لقد تم الاعتراف بالموقف المستقل (المستقل) لكنيسة قبرص من خلال العرف القديم ضد مطالبات بطريرك أنطاكية، في مجمع أفسس (431)؛ ومن غير الواضح ما إذا كانت كنيسة قبرص كانت مستقلة دائمًا، أو كانت ذات يوم جزءًا من كنيسة أنطاكية. وعندما ادعى بطريرك أنطاكية أن كنيسة قبرص تقع تحت سلطته القضائية، استنكر رجال الدين القبارصة ذلك أمام مجمع أفسس. صادق المجلس على استقلال كنيسة قبرص. بعد مجمع أفسس، لم تعد كنيسة أنطاكية تدعي مرة أخرى أن قبرص كانت تحت سلطتها القضائية. ومنذ ذلك الحين أصبحت كنيسة قبرص تحت حكم رئيس أساقفة قبرص، الذي لا يخضع لأية سلطة كنسية أعلى.

## الاستقلال الذاتي في الأرثوذكسية الشرقية
في الأرثوذكسية الشرقية، يعد الحق في منح الاستقلال الذاتي قضية مثيرة للجدل في الوقت الحاضر، والمعارضون الرئيسيون في النزاع هم البطريركية المسكونية، التي تدعي هذا الحق باعتباره من اختصاصها، والكنيسة الأرثوذكسية الروسية (بطريركية موسكو)، التي تصر على أن إحدى السلطات القضائية المستقلة لها الحق في منح الاستقلال لأحد مكوناتها. وهكذا، حصلت الكنيسة الأرثوذكسية في أمريكا على الاستقلال الذاتي في عام 1970 من قبل بطريركية موسكو، ولكن هذا الوضع الجديد لم يتم الاعتراف به من قبل معظم البطريركيات. خلال العصور الوسطى، أرادت الإمبراطوريات الأرثوذكسية أن تكون كنيستها "مساوية" للدولة وأن تعلن بطريركياتها الخاصة. في العصر الحديث، ارتبطت قضية الاستقلال الذاتي ارتباطًا وثيقًا بقضية تقرير المصير والاستقلال السياسي للأمة؛ وكان الإعلان الذاتي عن الاستقلال الذاتي يتبعه عادةً فترة طويلة من عدم الاعتراف والانقسام مع الكنيسة الأم.

### السوابق التاريخية في العصر الحديث
بعد إنشاء اليونان المستقلة في عام 1832، أعلنت الحكومة اليونانية في عام 1833 من جانب واحد أن الكنيسة الأرثوذكسية في المملكة (حتى ذلك الحين ضمن نطاق اختصاص البطريركية المسكونية) مستقلة؛ ولكن لم يكن الأمر كذلك حتى يونيو 1850 عندما اعترفت الكنيسة الأم (أي البطريركية المسكونية)، تحت قيادة البطريرك أنثيموس الرابع، بهذا الوضع.
في مايو/أيار 1872، انفصلت إكسرخسية بلغاريا، التي أنشأتها الحكومة العثمانية قبل عامين، عن البطريركية المسكونية، في أعقاب بدء نضال الشعب من أجل تقرير المصير الوطني. تم الاعتراف بالكنيسة البلغارية في عام 1945 باعتبارها بطريركية مستقلة، بعد نهاية الحرب العالمية الثانية وبعد عقود من الانشقاق. بحلول ذلك الوقت، كانت بلغاريا خاضعة لحكم الحزب الشيوعي وكانت خلف " الستار الحديدي " للاتحاد السوفييتي.
في أعقاب مؤتمر برلين (1878)، الذي أسس لاستقلال صربيا السياسي، تم التفاوض على الاستقلال الكنسي الكامل لمتروبوليت بلغراد واعترفت به البطريركية المسكونية في عام 1879. بالإضافة إلى ذلك، خلال ثورة 1848، وبعد إعلان فويفودينا الصربية (دوقية صربية) داخل الإمبراطورية النمساوية في مايو 1848، تم تأسيس بطريركية كارلوفشي المستقلة من قبل الحكومة النمساوية. تم إلغاؤه في عام 1920، بعد وقت قصير من حل النمسا والمجر في عام 1918 في أعقاب الحرب العالمية الأولى. تم بعد ذلك دمج فويفودينا في مملكة الصرب والكروات والسلوفينيين. تم دمج بطريركية كارلوفشي في الكنيسة الأرثوذكسية الصربية المتحدة حديثًا تحت قيادة البطريرك ديميتري المقيم في بلغراد، عاصمة الدولة الجديدة التي تضم جميع الأراضي التي يسكنها الصرب.
تم الاعتراف بالوضع المستقل للكنيسة الرومانية، الذي أقرته السلطات المحلية قانونيًا في عام 1865، من قبل البطريركية المسكونية في عام 1885، بعد الاعتراف الدولي باستقلال إمارات مولدوفا ووالاشيا المتحدة (مملكة رومانيا لاحقًا) في عام 1878.
في أواخر شهر مارس عام 1917، وبعد تنازل القيصر الروسي نيكولاس الثاني عن العرش في وقت سابق من ذلك الشهر وتأسيس اللجنة الخاصة بالقوقاز، أعلن أساقفة الكنيسة الأرثوذكسية الروسية في جورجيا، التي كانت آنذاك ضمن الإمبراطورية الروسية، من جانب واحد استقلال الكنيسة الأرثوذكسية الجورجية. ولم تعترف بطريركية موسكو بهذا الأمر حتى عام 1943، ولا البطريركية المسكونية حتى عام 1990.
في سبتمبر 1922، أعلن رجال الدين والعلمانيون الأرثوذكس الألبان استقلال كنيسة ألبانيا في المؤتمر الكبير في بيرات. تم الاعتراف بالكنيسة من قبل بطريرك القسطنطينية المسكوني في عام 1937.
أُعلنت بطريركية كييف المستقلة في عام 1992، بعد وقت قصير من إعلان استقلال أوكرانيا وحل الاتحاد السوفييتي في عام 1991. وقد أدانت بطريركية موسكو هذه الحركة ووصفتها بالانشقاقية، لأنها تدعي سلطتها القضائية على أوكرانيا. ولم تعترف بعض الكنائس الأرثوذكسية بعد بأوكرانيا كدولة مستقلة. في عام 2018، أصبحت مشكلة الاستقلال الذاتي في أوكرانيا قضية مثيرة للجدل بشدة وجزءًا من المواجهة الجيوسياسية الشاملة بين روسيا وأوكرانيا، وكذلك بين بطريركية موسكو وبطريركية القسطنطينية المسكونية.

### الكنائس الأرثوذكسية الشرقية المستقلة

رسم تخطيطي يوضح تنظيم الكنيسة الأرثوذكسية الشرقية اعتبارًا من عام 2020

### الاستخدام الشرفي للمصطلح
تاريخيًا، داخل بطريركية القسطنطينية، كان يتم استخدام صفة "مستقل ذاتيًا" أحيانًا أيضًا كتسمية فخرية، دون دلالات على الاستقلال الذاتي الحقيقي. وقد حدثت مثل هذه الاستخدامات في مواقف محددة للغاية. إذا كان الأسقف الأبرشي معفيًا من اختصاص مطرانه، ونُقل أيضًا إلى الاختصاص المباشر للعرش البطريركي، فسيتم تصنيف هذا الأسقف على أنه "رئيس أساقفة مستقل" (يرأس نفسه، فقط من حيث عدم وجود مطران له).
وقد تم تسجيل مثل هذه الاستخدامات الفخرية لصفة autocephalous في العديد من Notitiae Episcopatuum وغيرها من المصادر، وخاصة من فترة العصور الوسطى المبكرة. على سبيل المثال، حتى نهاية القرن الثامن، كان أسقف أموريوم تحت سلطة متروبوليت بيسينوس، ولكن تم إعفاؤه لاحقًا ووضعه تحت السلطة البطريركية المباشرة. وفي تلك المناسبة، مُنح لقب فخري وهو رئيس أساقفة مستقل، ولكن دون أي سلطة على الأساقفة الآخرين، وبالتالي لم تكن له استقلالية حقيقية. في وقت لاحق (ق. 814)، تم إنشاء مقاطعة أموريوم الحضرية، وحصل رئيس الأساقفة المحلي على ولاية قضائية إقليمية باعتباره متروبوليتًا، ولم يكن لديه أي استقلال ذاتي حيث كانت مقاطعته تحت الولاية القضائية العليا لبطريركية القسطنطينية.